# Daiki Kogure
Daiki Kogure (født 17. maj 1994) er en japansk fodboldspiller, som spiller for den japanske fodboldklub Ehime FC.